# Банановый пудинг
Банановый пудинг (англ. Banana pudding) — десерт, обычно состоящий из слоёв сладкого ванильного заварного крема, печенья (обычно ванильных вафель или савоярди) и нарезанных свежих бананов, помещенных в блюдо и подаваемых со взбитыми сливками или безе.
Обычно ассоциируется с кухней южных штатов США, но его можно найти по всей стране. Кроме того, пудинг очень похож на английский трайфл тем, что состоит из слоёв и включает заварной крем, фрукты, бисквит и взбитые сливки.
Банановый пудинг можно приготовить запекая или охлаждая смесь, причем последний способ более популярен, особенно среди домашних поваров. Многие рецепты были адаптированы с использованием ванильного или бананового пудинга вместо настоящего заварного крема. В других рецептах вафли не используются. Ранний рецепт бананового пудинга был опубликован Мэри Харрис Фрейзер в The Kentucky Receipt Book в 1903 году. Однако даже этот рецепт не включает вафли.

## Приготовление
Типичный метод приготовления бананового пудинга состоит в том, чтобы поочерёдно выкладывать бананы, заварной крем и вафли в блюдо и покрывать взбитыми сливками или безе. Со временем вафли впитают заварной крем, и слои прижмутся друг к другу, в результате чего вкусы смешаются.

## Национальный фестиваль бананового пудинга
Национальный фестиваль бананового пудинга проводится в парке Сентервилл-Ривер в Сентервилле, штат Теннесси. Это двухдневное мероприятие, которое проводится в первые выходные октября.